# Tifoujar
Tifoujar är ett bergspass i Mauretanien.   Det ligger i regionen Adrar, i den centrala delen av landet, 400 km nordost om huvudstaden Nouakchott. Tifoujar ligger 278 meter över havet.
Terrängen runt Tifoujar är kuperad åt nordost, men åt sydväst är den platt.  Trakten runt Tifoujar är nära nog obefolkad, med mindre än två invånare per kvadratkilometer. Det finns inga samhällen i närheten. Trakten runt Tifoujar är ofruktbar med lite eller ingen växtlighet.